# Route nationale 32 (France)
Pour les articles homonymes, voir Route nationale 32.

De nos jours, la route nationale 32, ou RN 32, est une route nationale de France reliant Compiègne à La Fère. Depuis 2007, cette route a été transférée aux départements de l'Oise et de l'Aisne. 
Il n'en a pas toujours été ainsi. En effet, aux origines (1824) cette route reliait Senlis à la frontière franco-belge au niveau de Bavay, vers Mons.
Elle a été déclassée en D932 et D1032.

## Tracé actuel: de Compiègne à La Fère
Les communes traversées sont :
- Compiègne (km 30)
- Noyon (km 54)
- Salency (km 58)
- Babœuf (km 61)
- Mondescourt (km 63)
- Marest (km 66)
- Ognes (km 69)
- Chauny (km 71)
- Viry-Noureuil (km 74)
- Condren (km 77)
- Tergnier (km 79)
- Beautor (km 83)
- La Fère (km 92)

De Noyon à Ognes la route reprend l'ancienne route nationale 38 qui joignait Beauvais à La Fère puis, par des déviations, évite les agglomérations de Chauny et de Tergnier-La Fère.

## Tracé d'origine

### De Senlis à Compiègne
Ce tronçon est aujourd'hui déclassé en D932A. Il traverse les communes de :
- Villeneuve-sur-Verberie
- Verberie
- Lacroix-Saint-Ouen
- Compiègne

### De Compiègne à Noyon (D 1032)
Ce tronçon était encore classé N32 jusqu'en 2007. Il traversait les communes de :
- Janville
- Longueil-Annel
- Thourotte
- Ribécourt
- Chiry
- Noyon

mais des déviations évitent aujourd'hui ces traversées.

### De Noyon à la frontière franco-belge
Au-delà de Noyon, la route est déclassée en D932 (D930 de Ham) à Saint-Quentin (car la route se confond alors avec l'ancienne route  nationale 30). De Saint-Quentin à Riqueval, elle était confondue avec la route nationale 44 un moment appelée RN 44bis. Curieusement, bien que 44 soit supérieur à 32, cette portion était numérotée 44.
Les communes traversées sont :
- Guiscard
- Golancourt
- Ham
- Fluquières
- Roupy
- Saint-Quentin
- Riqueval
- Estrées
- Maretz
- Maurois
- Reumont
- Montay
- Forest-en-Cambrésis
- Croix-Caluyau
- Englefontaine
- Bavay
- Malplaquet  frontière Belge N 543

## Voie express

La RD 1032 est en voie express entre Compiègne et Noyon
- Échangeur entre RN 31 et RD 1032 : Début Voie Express
- Thourotte, Longueil-Annel, Mélicocq
- à Ribécourt-Dreslincourt
- ZAC du Mont Renaud à Noyon. Accès vers Noyon-Centre / Roye / Amiens / Ham via D932
- Limitation à  km/h,Fin de Voie Express